# Reino de Thonburi
O Reino de Thon Buri (em tailandês: ธนบุรี) foi a capital do Sião (hoje Tailândia) por um curto período de tempo durante o reinado do rei Taksin, O Grande, após a queda do Reino de Ayutthaya, derrotado pela Dinastia Konbaung, da Birmânia (atual Myanmar). O Rei Rama I mudou a capital para Bangkok, do outro lado do rio Chao Phraya, em 1782. Thon Buri tornou-se uma cidade independente e uma província, sendo incorporada por Bangkok em 1792.

## Restabelecimento da Autoridade Siamesa
Em 1767, depois de dominar o sudeste da Ásia durante quase 400 anos, o reino de Ayutthaya foi destruído. O palácio real e a cidade foram queimados até a ruína. O território foi ocupado pelo exército birmanês e os líderes locais se declararam rendidos. Taksin, um nobre de ascendência chinesa e um líder militar, passou a fazer-se um senhor por direito de conquista, a começar pelo saque lendário de Chanthaburi. Baseado em Chanthaburi,Taksin levantou tropas e recursos, e enviou uma frota até o Chao Phraya para tomar o forte de Thonburi. No mesmo ano, Taksin foi capaz de retomar Ayutthaya dos birmaneses, apenas sete meses após a queda da cidade.
Após a independência siamesa, Hsinbyushin da Birmânia ordenou que o governante de Dawi invadisse Sião. O exército birmanês chegou através de Sai Yok e sitiaram o acampamento em estrondo Kung - o acampamento para as tropas chinesas de Taksin - na atual província de Samut Songkhram. Taksin apressadamente enviou um de seus generais, Boonma, para comandar a frota para Bang Kung e aliviar o cerco. O exército siamês cercou as tropas birmanesas e derrotou-os.
Ayutthaya, o centro da autoridade siamesa por centenas de anos, ficou tão devastada que não poderia ser usada como um centro de governo. Taksin fundou a nova cidade de Thonburi na margem oeste do rio Chao Phraya. A construção teve lugar há cerca de um ano e Taksin coroou-se rei no final de 1768 com o nome de Rei Sanpet, mas ele ficou conhecido popularmente como o rei Taksin - uma combinação de seu título e nome pessoal. Taksin coroou-se como um rei de Ayutthaya, para significar a continuação de antigas glórias.